# 山口則幸
山口 則幸（やまぐち のりゆき、1970年5月5日 - ）は、東日本放送 (khb) の元アナウンサー。

## 来歴
岩手県二戸郡浄法寺町（現・二戸市）出身。早稲田大学を卒業後、1994年に東日本放送に入社。
アナウンサー時代には、14年半にわたって夕方のローカルニュースに出演。2009年3月に『スーパーJチャンネルみやぎ』のキャスターを卒業して報道部の編集長になり、アナウンサー時代から兼務していたデスク業務に専念していた。東日本大震災の発生後には、震災関連の報道にも携わっていた。
2016年2月からは編成部長を務めていたが、2021年6月にアナウンス室ならびに報道部へ再異動となり、報道デスクをしながらアナウンサーも兼務していた。

## アナウンサー時代の担当番組
- KHBステーションEYE[2]
- KHBニュースチャンネル[1]
- 夕方ワイドあなたにCue! - 『KHBニュース』キャスター[10]
- うじきつよしのワンダーポケット - ナレーター[11][12]
- スーパーJチャンネルみやぎ - キャスター[3]